# Parti des travailleurs (France, 2015)
Ne doit pas être confondu avec son prédécesseur, le Parti des travailleurs (France, 1991).
 (septembre 2023).
Le Parti des travailleurs (PT), nommé Parti ouvrier indépendant démocratique (POID) jusqu'en 2023, est un parti politique français d'extrême gauche. Fondé en 2015 à la suite d'une scission avec le Parti ouvrier indépendant (POI), il est notamment dirigé par Daniel Gluckstein. 

## Historique

Premier logo.

Le Parti ouvrier indépendant démocratique (POID) est issu d'une scission du Parti ouvrier indépendant (POI) en 2015. Pour ne pas avoir respecté les décisions majoritaires de son courant (les deux tiers de la conférence des cadres, composée des délégués au précédent congrès), après avoir annoncé vouloir créer une tendance soutenue par plus de 700 membres du Courant communiste internationaliste (CCI) et intitulée « Revenir à une politique de construction de parti », Daniel Gluckstein est suspendu, ainsi que les autres membres de la direction nationale l'ayant soutenu, au motif qu'il ne saurait y avoir de tendance dans le CCI hors période de préparation de congrès. Un bureau national le démet, ainsi que Gérard Schivardi et Jean Markun, de leurs mandats de secrétaires nationaux.
À l'issue de deux congrès distincts se tenant les 21 et 22 novembre 2015, la tendance lancée par Daniel Gluckstein décide de se former en tant que Parti ouvrier indépendant démocratique. Gérard Schivardi, Daniel Gluckstein et Jean Markun, les trois secrétaires nationaux du POI (Claude Jenet étant décédé au moment de la scission), en deviennent les secrétaires nationaux.
Le POID se déclare internationaliste et se donne comme devise « Pour le socialisme, la République et la démocratie ». Il revendique près de 2 900 adhérents en 2022. Son journal hebdomadaire est La Tribune des travailleurs, qui se veut une « tribune libre de la lutte des classes ». Il revendique près de 7 000 abonnés en juin 2023.

Le POID se veut poursuivre l'activité du POI des origines. Il indique : 

« Le Parti ouvrier indépendant a été fondé en 2008. Son sigle a été confisqué par une fraction de son bureau national qui, en 2015, a décidé à la fois de renoncer à le construire comme un parti, d’expulser la totalité de ses secrétaires nationaux, la moitié du bureau national. Sa continuité est aujourd’hui celle du Parti ouvrier indépendant démocratique. »

- « Pour le socialisme », parce qu’il se fixe d’en finir avec le régime de la propriété privée des grands moyens de production et d’échange et d’y substituer leur socialisation.
- « Pour la République » une, indivisible et laïque, héritière de la Révolution française, fondée sur l’existence de plus de 36 750 communes et des départements et sur la séparation des Églises et de l’État.
- « Pour la démocratie », parce que l’émancipation des travailleurs nécessite le droit à la libre organisation syndicale et politique, fondement de la démocratie. Cette démocratie politique s’appuie sur les élus, représentants du peuple et mandatés par lui.

Il existe en son sein un courant « trotskiste », la Tendance Communiste Internationaliste, membre du Comité d'organisation pour la reconstruction de la IVe Internationale (CORQI), qualifié de courant « lambertiste ». 
Le POID fait partie du Comité ouvrier international, dont la dernière conférence mondiale d'octobre 2022 avait rassemblé des représentants de 43 pays,.
En décembre 2023, le POID change son nom en Parti des travailleurs, afin de se distinguer du POI qui avait fait campagne pour La France insoumise lors des élections législatives de 2022 et qui allait le faire à nouveau lors des élections européennes de 2024. Il reprend le nom du parti qui a précédé le POI, fondé en 1991.

## Prises de position

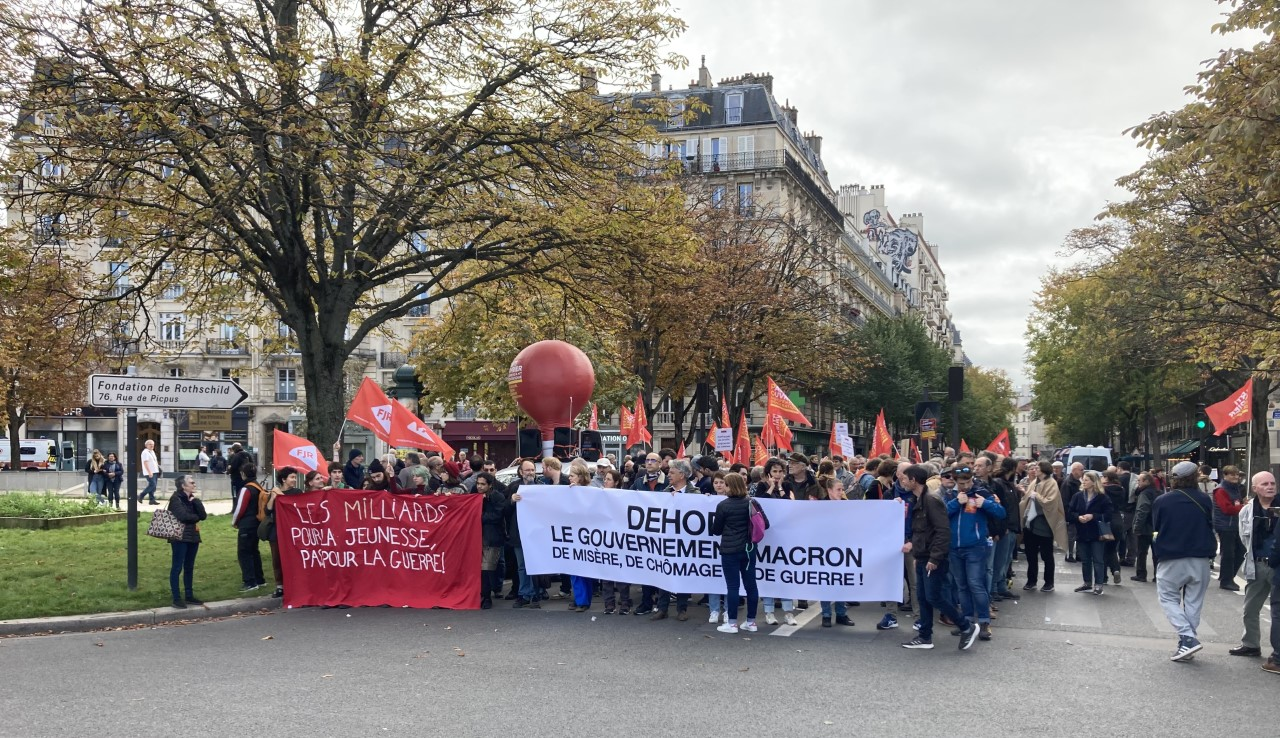
Cortège du POID et de la Fédération des jeunes révolutionnaires (FJR) à la manifestation contre la vie chère, le 16 octobre 2022 à Paris.

À compter de mars 2020, il engage une campagne pour la restitution des 600 milliards d'euros consacrés par le gouvernement Macron aux aides aux entreprises, pour qu'ils soient plutôt utilisés pour les hôpitaux ou l'éducation.
Il participe le 5 décembre 2020 à la manifestation parisienne « Pour la liberté de la presse et la défense des droits sociaux ».
Dans le cadre de la guerre en Ukraine, le POID se mobilise « contre la guerre et contre le budget dédié à la défense d'Emmanuel Macron », pour « un cessez-le-feu immédiat et sans condition en Ukraine, le retrait de toutes troupes étrangères hors des pays qu'elles occupent,. »
En 2022, le parti mène une campagne de soutien aux femmes afghanes sous l'émirat islamique d'Afghanistan.

### Action en justice
Le 17 février 2023, le tribunal administratif de Paris rend une décision favorable au Parti ouvrier indépendant démocratique, en condamnant l'ancien préfet de Police de Paris Didier Lallement, qui avait interdit une manifestation de ce parti le 5 juin 2021,.

## Élections

### Historique
Lors de ses débuts, le POID a des élus (anciens élus du POI) dans un certain nombre de communes : maires, adjoints ou conseillers.
Le POID présente 64 candidats aux élections législatives de 2017,.
Il présente également des candidats aux élections départementales de 2021.
En 2022, alors que le POI rejoint l'Union populaire formée par La France insoumise pour aborder l'élection présidentielle, puis à l'occasion des élections législatives la Nouvelle Union populaire écologique et sociale (NUPES) portée par le parti de Jean-Luc Mélenchon, le POID reste sur une position d'indépendance, pointant le nationalisme et le respect des institutions de la Ve République de La France insoumise. Le POID présente une centaine de candidats aux élections mais n'obtient que de faibles résultats,,,,.
En 2024, le Parti des travailleurs présente une liste aux élections européennes « Pour le pain, la paix, la liberté ». Elle est conduite par Camille Adoue, rédactrice de 23 ans. Le parti présente ensuite 20 candidats lors des élections législatives anticipées.

### Résultats des candidats du parti lors des élections législatives de 2024
| Circonscription          | Candidat            | Premier tour | Premier tour | Premier tour |
| Circonscription          | Candidat            | Voix         | %            | Rang         |
| ------------------------ | ------------------- | ------------ | ------------ | ------------ |
| 1re de l'Ardèche         | Pascal Chambonnet   | 474          | 0,87         | 7e           |
| 2e des Ardennes          | Patrick Benyoucef   | 264          | 0,71         | 6e           |
| 1re du Bas-Rhin          | Dan Benhamou        | 77           | 0,18         | 14e          |
| 4e des Bouches-du-Rhône  | Stéphane Pernice    | 178          | 0,45         | 9e           |
| 1re des Côtes-d'Armor    | Hervé Denis         | 488          | 0,74         | 8e           |
| 2e d'Eure-et-Loir        | Béatrice Jaffrenou  | 535          | 1,15         | 5e           |
| 3e de l'Isère            | Samuel Le Fourn     | 82           | 0,21         | 12e          |
| 6e de la Loire           | Norbert Trichard    | 502          | 0,64         | 6e           |
| 11e du Nord              | Jonathan Wilson     | 450          | 0,76         | 5e           |
| 2e du Rhône              | Michaël Jouteux     | 133          | 0,23         | 9e           |
| 3e de l'Yonne            | Jean-Charles Kermin | 350          | 0,61         | 7e           |
| 3e de Paris              | Grégory Fernandes   | 151          | 0,29         | 8e           |
| 8e de Paris              | Camille Adoue       | 176          | 0,29         | 9e           |
| 11e des Hauts-de-Seine   | Olivier Gardent     | 196          | 0,39         | 8e           |
| 2e de Seine-et-Marne     | Stéphanie Faury     | 377          | 0,70         | 7e           |
| 1re de Seine-Saint-Denis | Paul Uhalde         | 204          | 0,49         | 8e           |
| 9e de Seine-Saint-Denis  | Christel Keiser     | 407          | 0,86         | 6e           |
| 12e de Seine-Saint-Denis | Dominique Vincenot  | 273          | 0,70         | 7e           |
| 9e du Val-de-Marne       | Véronique Ducandas  | 184          | 0,55         | 8e           |
| 7e des Yvelines          | Jack Lefebvre       | 375          | 0,69         | 7e           |

## Investissement dans le syndicalisme
Comme le POI, le POID est présent dans le mouvement syndical, tout particulièrement au sein de la confédération Force ouvrière,,, du fait de l'implantation de ses militants. Les deux partis entrent en conflit au sein de FO après l'éviction de Pascal Pavageau, éphémère successeur de Jean-Claude Mailly en 2018. Cependant, le POID a pour ligne de conduite l'indépendance du parti vis-à-vis des syndicats, et inversement, l'indépendance des syndicats vis-à-vis du parti.[réf. nécessaire]